# Xander Parish
Alexander Robert Nigel Parish, noto semplicemente come Xander Parish (North Ferriby, 1986) è un ballerino britannico, étoile del Balletto Mariinskij dal 2017 al 2022.

## Biografia
Xander Parish è nato nello Yorkshire e ha iniziato a danzare all'età di otto anni. Dopo essersi diplomato dalla Royal Ballet School nel 2005 si è unito al corps de ballet del Royal Ballet, con cui ha continuato a danzare per cinque anni. 
Nel 2010 è diventato il primo ballerino britannico a danzare per il Balletto Mariinskij; nel 2014 è stato promosso a solista e nel 2015 ha ricevuto una candidatura al Prix Benois de la Danse. Nel 2017 è diventato primo ballerino della compagnia. Nel 2018 ha fatto il suo debutto in Italia danzando nell'Apollon musagète di George Balanchine al Teatro Romano di Spoleto.
Con il balletto Mariinskij ha danzato tutti i maggiori ruoli della compagnia, tra cui Albrecht in Giselle, Siegfried ne Il lago dei cigni, Conrad ne Le Corsaire, Désiré ne La bella addormentata, Jean de Brienne in Raymonda, il principe ne Lo schiaccianoci, Romeo nel Romeo e Giulietta e Smeraldi e Diamanti in Jewels.
Nel febbraio 2022 ha lasciato la compagnia in seguito all'invasione russa dell'Ucraina e nell'agosto dello stesso anno si è unito al Den Norske Ballett in veste di primo ballerino.